# Bestiarium

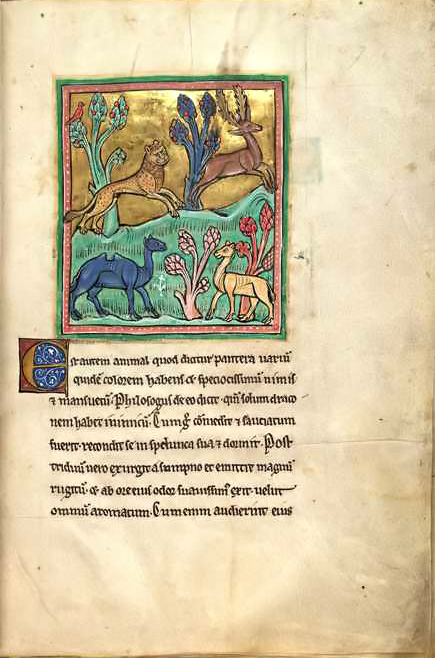
Folio 7r aus dem Rochester-Bestiarium (13. Jahrhundert, British Library, Royal MS 12 F XIII)

Ein Bestiarium (Neutrum von lateinisch bestiarius ‚die Tiere betreffend, Tier-‘; von lateinisch bestia ‚[wildes] Tier‘) ist eine mittelalterliche Tierdichtung, die moralisierend tatsächliche oder vermutete Eigenschaften von Tieren, auch Fabelwesen, allegorisch mit der christlichen Heilslehre verbindet. Die Beschreibung von Geschöpfen wie zum Beispiel des Drachen, des Einhorns, des Basilisken und des Caladrius finden sich in den oft reich illustrierten Bestiarien zwischen den Darstellungen von Bären, Löwen und Elefanten.

## Geschichte
Vorläufer der Bestiarien war der Physiologus aus dem 2. Jahrhundert, der im 12. und 13. Jahrhundert z. B. durch die Bestiarien Philippe de Thaons, des Guillaume le Clerc de Normandie und Gervaise de Fontenays wieder populär wurde.
Otto Mazal schrieb 1978: „Die Tierallegorien, die allmählich Gemeingut des Volkes wurden, erfreuten sich im Mittelalter großer Beliebtheit. Der lateinische Prosatext wurde die Grundlage für die Bearbeitung des mittelalterlichen Bestiariums. Früheste Handschriften sind aus dem 8. bis 10. Jahrhundert erhalten. Sie stellen verschiedene Rezensionen dar. Kein Bindeglied existiert zu den Bestiarien des 12. Jahrhunderts, deren plötzliches Auftreten ein geistesgeschichtlich interessantes Phänomen darstellt. Die Bücher mochten als Teil der enzyklopädischen Tradition des 12. und 13. Jahrhunderts gelten, wobei das neu erwachende Interesse an der Natur spezielle Berücksichtigung fand.“

## Wirkungen
Mit Richard de Fournivals in Prosa verfasstem Bestiaire d’amour, das die Liebe Fournivals zu einer Dame allegorisch schildert, entstand das erste weltliche Bestiarium.
Im 19. Jahrhundert wurde von Aloys Zötl, einem Färbermeister der Donaumonarchie aus Oberösterreich, ein reich gestaltetes Bestiarium geschaffen.
Im 20. Jahrhundert wurde die Form des Bestiariums frei wieder aufgegriffen, u. a. von Guillaume Apollinaire mit Le bestiaire ou le cortège d’Orphée (1911) und Franz Blei mit dem großen Bestiarium der modernen Literatur (1924). Heutzutage entwerfen viele Künstler ihre eigenen Bestiarien, mit detailliert gestalteten, oft phantastischen Tierzeichnungen.
In Pen-&-Paper-Rollenspielen werden Bücher über die in diesem Spiel auftretenden Kreaturen auch als Bestiarium bezeichnet.

## Bestiarien
- Physiologus. 2. Jahrhundert online
  - Physiologus. Aus d. Griech. übers. u. hrsg. von Ursula Treu. Hanau 1981.
- Isidor von Sevilla: Etymologia. Buch 12: De animalibus. 6./7. Jahrhundert.
- Honorius Augustodunensis: De bestiis et aliis rebus (Von Tieren und anderen Dingen). 11. Jahrhundert
- Philippe de Thaon: Bestiaire, um 1121
- Ps.-Hugo von St. Viktor: Liber de bestiis et aliis rebus, 12. Jahrhundert[4]
- Bestiarium von Aberdeen, Ende 12. Jahrhundert
- Guillaume le Clerc de Normandie: Bestiaire divin, um 1210
- Gervaise de Fontenay: Bestiaire divin in Reimform, um 1300
- Bestiarium von Oxford (Ms. Ashmole, Bodleian Library, Oxford), Anfang 13. Jahrhundert[5]
- Roger de Monhout (?), zwischen 1210 und 1260 (M. S. Bodley 764, Bodleian Library, Oxford)[6]
- Rochester Bestiarium, um 1230 (British Library, Royal MS 12 F XIII) Abbildungen online
- Bestiario moralizzato, 14. Jahrhundert
- Aloys Zötl (1803–1887), oberösterreichischer Färbermeister, Maler und Erschaffer eines einzigartigen Bestiariums
- Grandville: Staats- und Familienleben der Thiere. Paris 1842.
- Guillaume Apollinaire: Bestiaire ou Cortège d’Orphée. Illustriert von Raoul Dufy. 1911. online
- Franz Blei: Das große Bestiarium der modernen Literatur. Berlin 1922.
- Bestiarium oder Das Gefolge des Orpheus. Übersetzt von Karl Krolow. Frankfurt a. M. 1995. ISBN 3-458-19151-8
- Maurice Genevoix: Tendre Bestiaiere; Bestiaiere enchanté; Bestiaire sans oubli. 1969–1971.
- Paul Claudel: Le bestiaire spirituel. Das geistliche Tierbuch. Illustriert von Hans Erni. Zürich 1984.
- Jorge Luis Borges: El libro de los seres imaginarios. Buenos Aires 1974.
  - Einhorn, Sphinx und Salamander. Frankfurt a. M. 1993. ISBN 3-596-10584-6
- Graham Sutherland: Bestiarium, Folge von Lithographien [vor 1969]
- Michael Sowa: Arche Sowa. Mit einem Vorwort von Hans Magnus Enzensberger und einer Geschichte von Gerhard Polt. Zürich 1996. ISBN 3-251-00323-2
- Ana Roldán: Bestiarium. Abfolge von Kapiteln mit Texten und Zeichnungen. Angelegt auf zehn Kapitel. Zürich 2009 bis heute.[7]